# Памятник Петру I (Петергоф)
Памятник Петру I — скульптурный монумент, установленный в Нижнем парке Петергофа. Воссоздан в 1954 году на месте утерянного во время Великой Отечественной войны памятника императору Петру I, автором которого являлся скульптор Марк Антокольский.
Считается каноническим изображением Петра Великого.

## История
Памятник был отлит по указанию Александра III. Автор проекта Антокольский ещё в 1872 году создал гипсовую скульптуру Петра для Политехнической выставки в Москве. Когда выставка закончилась, скульптуру использовали как модель для множества памятников Петру I, отливавшихся из бронзы, включая памятник в Петергофе. Аналогичные памятники установлены в Таганроге (1903), Архангельске (1914) и перед Сампсониевским собором в Санкт-Петербурге (1909). Оригинал скульптуры сегодня хранится в музее Российской академии художеств.
Постамент из финского гранита изготовлен в 1883 году в петербургской мастерской камнереза Грациозо Ботто. В марте 1884 года постамент массой 16 тонн перевезли в Петергоф. Сооружение памятника велось под руководством архитектора Эдуарда Гана, занимавшего на тот момент пост главного дворцового архитектора Петергофа.
Первый памятник на пересечении Монплезирской аллеи и Марлинской перспективы был открыт 8 мая 1884 года.
Во время Великой Отечественной войны Петергоф был оккупирован немецкими войсками. Нижний парк сильно пострадал, а памятник Петру I был утрачен. Скульптуру восстановили лишь в 1954 году, отлив её по авторской модели на заводе «Монументскульптура», а в 1957-м — установили на уцелевшем постаменте.

## Описание
Бронзовая скульптура Петра I выполнена в полный рост и имеет высоту 3 метра. Высота гранитного постамента — 3,1 метра, таким образом, общая высота памятника превышает 6 метров. Скульптуре Петра I отведена доминирующая роль в окружающей ландшафтной панораме. Лицом памятник обращён к Монплезиру и Финскому заливу.
На нем мундир Преображенского полка, ботфорты, лента и звезда ордена Андрея Первозванного, на голове треуголка, у левого бока ножны с палашом, в левой руке подзорная труба. Правая нога Петра выступает вперед, правой рукой он опирается на трость, а в левой держит подзорную трубу.